# Éric Legnini

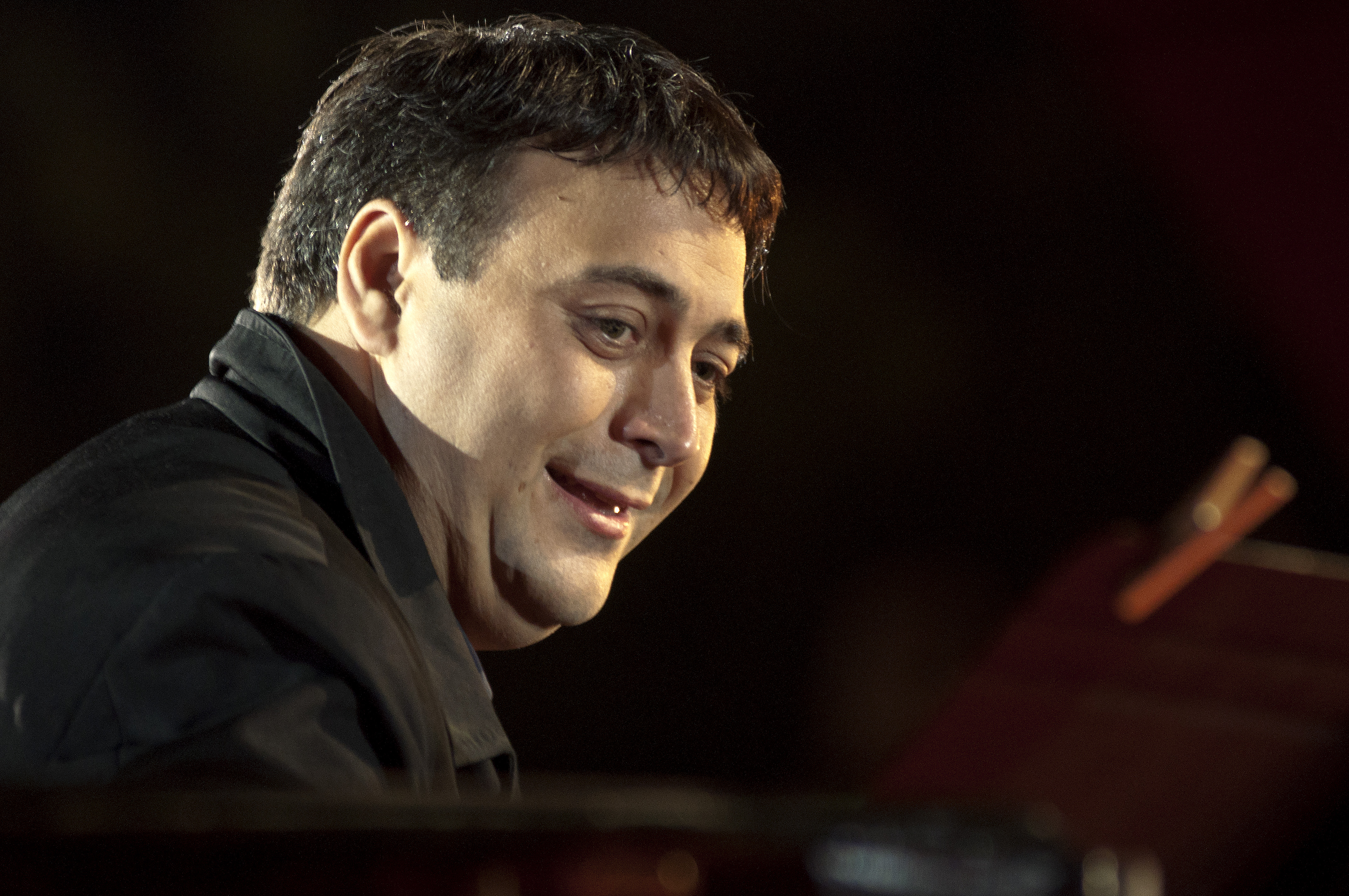
Éric Legnini in 2011

Éric Legnini (Hoei, 20 februari 1970) is een Belgisch jazzpianist, componist en arrangeur, bandleider van The Afro Jazz Beat en het Éric Legnini Trio.
Legnini begon piano te spelen op 6-jarige leeftijd en speelde aanvankelijk klassiek. Als tiener kwam hij via een album van Erroll Garner in aanraking met jazz en stapte over. Hij gaat vervolgens piano studeren aan het conservatorium, waar hij vrienden wordt met slagwerker Stéphane Galland en saxofonist Fabrizio Cassol, die later Aka Moon oprichten. Met hen speelt hij in diverse clubs, waar Jacques Pelzer hem in 1987 opmerkt en in zijn band opneemt. Korte tijd later besluit Legnini echter naar New York te verhuizen. Hij bleef daar twee jaar, speelde veel en volgde wat lessen bij Richie Beirach op de Long Island University. Daarna keerde hij terug, werd docent aan het Koninklijk Conservatorium Brussel en toerde met Toots Thielemans. Weer twee jaar later ontmoette hij de Italiaanse saxofonist Stefano Di Battista en trompettist Flavio Boltro. Ze voerden gezamenlijk veel projecten uit vanuit de nieuwe thuisbasis Parijs. Inmiddels heeft Legnini zijn naam gevestigd, heeft zijn eigen trio, is leider van The Afro Jazz Beat en produceert diverse album.

## Discografie
Éric Legnini Trio
- 1990: Essentiels (Igloo)
- 1990: Natural Balance
- 1993: Antraigues (P Jazz)
- 1995: Rhythm Sphere (Igloo)
- 2005: Miss Soul (Label Bleu)
- 2007: Big Boogaloo (Label Bleu)
- 2009: Trippin' (B.Flat)
- 2012: Ballads (Discograph)

Eric Legnini & The Afro Jazz Beat
- 2011: The Vox (Discograph)
- 2013: Sing Twice! (Discograph)

- Bibliothèque nationale de France: cb13948717j (data)
- Gemeinsame Normdatei: 13478992X
- International Standard Name Identifier: 0000 0000 8014 9059
- Library of Congress Control Number: n2009017445
- MusicBrainz: 9736b407-b54a-4bc4-9e0b-2c3465e362b8
- Nationale Bibliotheek van Tsjechië: js20060526010
- Nationale Bibliotheek van Israël: 987007324663205171
- Système universitaire de documentation: 151319936
- Virtual International Authority File: 5123511
- WorldCat: E39PBJrmbt6F3jXhk6QXy4WxDq